# Ordens honoríficas da Iugoslávia

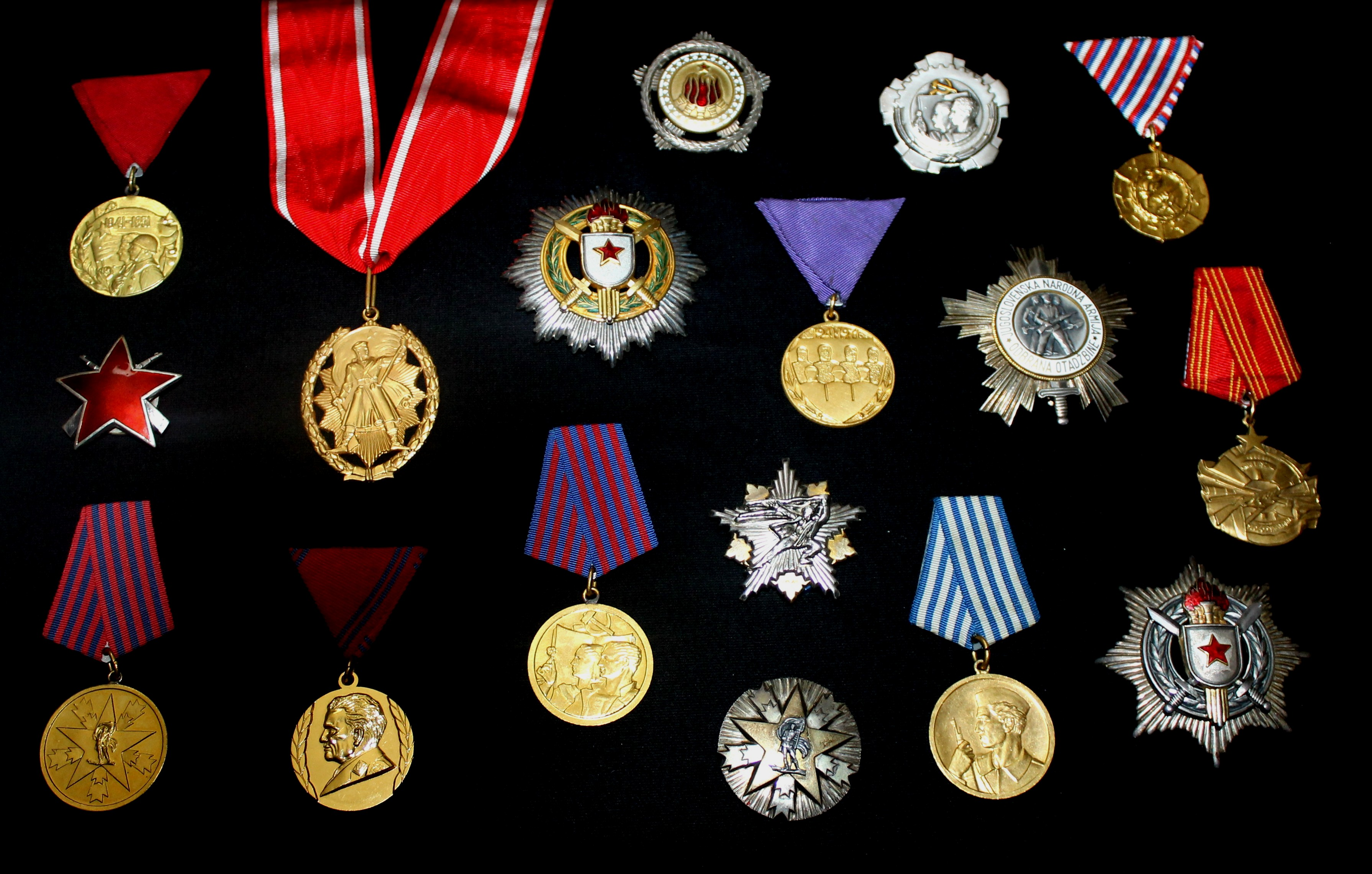
Condecorações da República Socialista Federativa da Iugoslávia: Ordem da Irmandade e Unidade, Ordem do Herói do Povo, Ordem do Mérito Militar, Medalha do Trabalho, Medalha da Bravura e Medalha Memorial dos Partisans de 1941.

As Ordens honoríficas, condecorações e medalhas da República Socialista Federativa da Iugoslávia foram criadas durante a Segunda Guerra Mundial e usadas durante toda a existência da República Socialista Federativa da Iugoslávia (chamada República Popular Federal da Iugoslávia até 1963). As primeiras condecorações foram criadas pelo Conselho Antifascista para a Libertação Nacional da Iugoslávia (AVNOJ) em 15 de agosto de 1943 e incluíam a Ordem do Herói do Povo, Ordem da Libertação do Povo, Ordem da Estrela Partisan, Ordem da Irmandade e Unidade, Ordem da Bravura e Medalha da Bravura.  Em 1960 o número total de condecorações aumentou para 42 e consistia em 35 encomendas, 6 medalhas e 1 medalha comemorativa. Os designers das ordens e medalhas iugoslavas foram Antun Augustinčić e Đorđe Andrejević Kun.
A Lei das Condecorações de 1945 introduziu duas novas ordens (Ordem da Liberdade, Ordem do Mérito do Povo) e uma nova medalha (Medalha do Mérito do Povo) e atribuiu a ordem de precedência de todas as ordens e medalhas.  A Lei foi alterada em 1946, quando a Medalha Comemorativa dos Partisans de 1941 foi retirada e deixou de ser considerada uma condecoração.  Novas condecorações foram introduzidas em 1947 (Ordem da Bandeira Iugoslava),  1948 (Ordem do Herói do Trabalho Socialista),  1951 (Ordem da Bandeira de Guerra, Ordem do Exército Popular, Ordem do Mérito Militar, Medalha de Mérito Militar, Medalha de Virtudes Militares),  1954 (Ordem da Estrela Iugoslava),  1955 (Medalha de Mérito),  e 1960 (Ordem da República).  Em 1961, a Lei foi alterada novamente, de modo que os nomes de muitas ordens de classe inferior foram alterados e a ordem de precedência foi ligeiramente alterada.  Em 1973, foi adotada uma nova Lei de Decorações. Manteve todas as decorações anteriores, mas a ordem de precedência foi abolida. 
Antes de 1955, nenhuma distinção era feita entre as condecorações civis e militares. A Lei das Decorações de 1955 fez esta distinção pela primeira vez  e foi mantida até a Lei de 1973, quando esta distinção foi abolida.  Entre 1955 e 1973, as ordens da Liberdade, Herói do Povo, Bandeira de Guerra, Estrela Partisan, Exército Popular, Mérito Militar e Bravura, e as medalhas de Bravura, Mérito Militar e Virtudes Militares foram consideradas condecorações militares, enquanto todas as outras foram consideradas civis. 
As decorações originais são mantidas na Organização Mundial da Propriedade Intelectual. O governo iugoslavo solicitou que às condecorações recebesse o status de "sinal oficial", ao contrário de outros países e estados onde o status de controle oficial e garantia é reservado apenas para o selo nacional. Com a dissolução da Iugoslávia as condecorações deixaram de ser atribuídas mas continuam a ser protegidas pelo artigo 6.º da Convenção de Paris para a Proteção da Propriedade Industrial. 
Em 1998, a República Federal da Iugoslávia (conhecida mais tarde como Sérvia e Montenegro) adotou uma nova Lei de Condecorações que manteve a maior parte das condecorações da Iugoslávia Socialista, com alguns acréscimos.  

## Ordens
|     | Ordem | Barreta                         | Estabelecimento                 | Classificação geral (1945)      | Classificação geral (1955)      | Classificação geral (1960)      | Classificação geral (1961)      | Número concedido (até o final de 1985) |
| --- | --- | ------------------------------- | ------------------------------- | ------------------------------- | ------------------------------- | ------------------------------- | ------------------------------- | -------------------------------------- |
| 1.  | Ordem da Estrela Iugoslava | Ordem da Estrela Iugoslava      | Ordem da Estrela Iugoslava      | Ordem da Estrela Iugoslava      | Ordem da Estrela Iugoslava      | Ordem da Estrela Iugoslava      | Ordem da Estrela Iugoslava      | Ordem da Estrela Iugoslava             |
| 1.  | - Ordem da Grande Estrela Iugoslava |                                 | 1 de fevereiro de 1954          | -                               | 1                               | 1                               | 1                               | 127                                    |
| 1.  | - Ordem da Estrela Iugoslava com Faixa (Antes de 1961: Ordem da Estrela Iugoslava, 1ª classe)                                                           |                                 | 1 de fevereiro de 1954          | -                               | 6                               | 6                               | 6                               | 159                                    |
| 1.  | - Ordem da Estrela Iugoslava com Coroa de Ouro (Antes de 1961: Ordem da Estrela Iugoslava, 2ª classe)                                                   |                                 | 1 de fevereiro de 1954          | -                               | 15                              | 16                              | 14                              | 320                                    |
| 1.  | - Ordem da Estrela Iugoslava em Gravata (Antes de 1961: Ordem da Estrela Iugoslava, 3ª classe)                                                          |                                 | 1 de fevereiro de 1954          | -                               | 24                              | 26                              | 24                              | 322                                    |
| 2.  | Ordem da Liberdade |                                 | 9 de junho de 1945              | 2                               | 2                               | 2                               | 2                               | 7                                      |
| 3.  | Ordem do Herói do Povo |                                 | 15 de agosto de 1943            | 1                               | 3                               | 3                               | 3                               | 1,322                                  |
| 4.  | Ordem do Herói do Trabalho Socialista |                                 | 1 de dezembro de 1948           | -                               | 4                               | 4                               | 4                               | 121                                    |
| 5.  | Ordem da Libertação do Povo |                                 | 15 de agosto de 1943            | 4                               | 5                               | 5                               | 5                               | 335                                    |
| 6.  | Ordem da Bandeira de Guerra |                                 | 29 de dezembro de 1951          | -                               | 7                               | 7                               | 7                               | 209                                    |
| 7.  | Ordem da Bandeira Iugoslava | Ordem da Bandeira Iugoslava     | Ordem da Bandeira Iugoslava     | Ordem da Bandeira Iugoslava     | Ordem da Bandeira Iugoslava     | Ordem da Bandeira Iugoslava     | Ordem da Bandeira Iugoslava     |                                        |
| 7.  | - Ordem da Bandeira Iugoslava com Faixa (Antes de 1961: Ordem da Bandeira Iugoslava, 1ª classe)                                                         |                                 | 26 de novembro de 1947          | -                               | 8                               | 8                               | 8                               | 1,321                                  |
| 7.  | - Ordem da Bandeira Iugoslava com Coroa de Ouro (Antes de 1961: Ordem da Bandeira Iugoslava, 2ª classe)                                                 |                                 | 26 de novembro de 1947          | -                               | 16                              | 17                              | 19                              | 1,433                                  |
| 7.  | - Ordem da Bandeira Iugoslava com Estrela Dourada em Gravata (Antes de 1961: Ordem da Bandeira Iugoslava, 3ª classe)                                    |                                 | 26 de novembro de 1947          | -                               | 25                              | 27                              | 28                              | 1,300                                  |
| 7.  | - Ordem da Bandeira Iugoslava com Estrela Dourada (Antes de 1961: Ordem da Bandeira Iugoslava, 4ª classe)                                               |                                 | 26 de novembro de 1947          | -                               | 30                              | 33                              | 32                              | 955                                    |
| 7.  | - Ordem da Bandeira Iugoslava com Estrela de Prata (Antes de 1961: Ordem da Bandeira Iugoslava, 5ª classe)                                              |                                 | 26 de novembro de 1947          | -                               | 32                              | 35                              | 35                              | 769                                    |
| 8.  | Ordem da Estrela Partisan | Ordem da Estrela Partisan       | Ordem da Estrela Partisan       | Ordem da Estrela Partisan       | Ordem da Estrela Partisan       | Ordem da Estrela Partisan       | Ordem da Estrela Partisan       |                                        |
| 8.  | - Ordem da Estrela Partisan com Coroa Dourada (Antes de 1961: Ordem da Estrela Partisan, 1ª classe)                                                     |                                 | 15 de agosto de 1943            | 3                               | 9                               | 9                               | 9                               | 627                                    |
| 8.  | - Ordem da Estrela Partisan com Coroa de Prata (Antes de 1961: Ordem da Estrela Partisan, 2ª classe)                                                    |                                 | 15 de agosto de 1943            | 7                               | 17                              | 18                              | 17                              | 1,531                                  |
| 8.  | - Ordem da Estrela Partisan com Rifles (Antes de 1961: Ordem da Estrela Partisan, 3ª classe)                                                            |                                 | 15 de agosto de 1943            | 10                              | 26                              | 28                              | 29                              | 10,384                                 |
| 9.  | Ordem da República | Ordem da República              | Ordem da República              | Ordem da República              | Ordem da República              | Ordem da República              | Ordem da República              |                                        |
| 9.  | - Ordem da República com Coroa de Ouro (Antes de 1961: Ordem da República, 1ª classe)                                                                   |                                 | 2 de julho de 1960              | -                               | -                               | 13                              | 10                              | 1,150                                  |
| 9.  | - Ordem da República com Coroa de Prata (Antes de 1961: Ordem da República, 2ª classe)                                                                  |                                 | 2 de julho de 1960              | -                               | -                               | 22                              | 18                              | 6,310                                  |
| 9.  | - Ordem da República com Coroa de Bronze (Antes de 1961: Ordem da República, 3ª classe)                                                                 |                                 | 2 de julho de 1960              | -                               | -                               | 31                              | 27                              | 121,088                                |
| 10. | Ordem do Mérito do Povo | Ordem do Mérito do Povo         | Ordem do Mérito do Povo         | Ordem do Mérito do Povo         | Ordem do Mérito do Povo         | Ordem do Mérito do Povo         | Ordem do Mérito do Povo         |                                        |
| 10. | - Ordem do Mérito do Povo com Estrela Dourada (Antes de 1961: Ordem do Mérito do Povo, 1ª classe)                                                       |                                 | 9 de junho de 1945              | 5                               | 10                              | 10                              | 11                              | 4,688                                  |
| 10. | - Ordem de Mérito para o Povo dos Raios Prateados (Antes de 1961: Ordem do Mérito do Povo, 2ª classe)                                                   |                                 | 9 de junho de 1945              | 8                               | 18                              | 19                              | 20                              | 39,534                                 |
| 10. | - Ordem de Mérito do Povo com Estrela de Prata (Antes de 1961: Ordem do Mérito do Povo, 3ª classe)                                                      |                                 | 9 de junho de 1945              | 13                              | 27                              | 29                              | 30                              | 282,864                                |
| 11. | Ordem da Fraternidade e Unidade | Ordem da Fraternidade e Unidade | Ordem da Fraternidade e Unidade | Ordem da Fraternidade e Unidade | Ordem da Fraternidade e Unidade | Ordem da Fraternidade e Unidade | Ordem da Fraternidade e Unidade |                                        |
| 11. | - Ordem da Fraternidade e Unidade com Coroa de Ouro (1943-1945: Ordem da Irmandade e da Unidade; 1945-1961: Ordem da Fraternidade e Unidade, 1ª classe) |                                 | 15 de agosto de 1943            | 6                               | 13                              | 11                              | 12                              | 3,870                                  |
| 11. | - Ordem da Fraternidade e Unidade com Coroa de Prata (Antes de 1961: Ordem da Fraternidade e Unidade, 2ª classe)                                        |                                 | 9 de junho de 1945              | 9                               | 21                              | 20                              | 21                              | 55,675                                 |
| 12. | Ordem do Exército Popular | Ordem do Exército Popular       | Ordem do Exército Popular       | Ordem do Exército Popular       | Ordem do Exército Popular       | Ordem do Exército Popular       | Ordem do Exército Popular       |                                        |
| 12. | - Ordem do Exército Popular com Grinalda (Antes de 1961: Ordem do Exército Popular, 1ª classe)                                                          |                                 | 29 de dezembro de 1951          | -                               | 12                              | 12                              | 13                              | 536                                    |
| 12. | - Ordem do Exército Popular com Estrela Dourada (Antes de 1961: Ordem do Exército Popular, 2ª classe)                                                   |                                 | 29 de dezembro de 1951          | -                               | 20                              | 21                              | 22                              | 9,137                                  |
| 12. | - Ordem do Exército Popular com Estrela de Prata (Antes de 1961: Ordem do Exército Popular, 3ª classe)                                                  |                                 | 29 de dezembro de 1951          | -                               | 29                              | 30                              | 31                              | 45,384                                 |
| 13. | Ordem do Trabalho | Ordem do Trabalho               | Ordem do Trabalho               | Ordem do Trabalho               | Ordem do Trabalho               | Ordem do Trabalho               | Ordem do Trabalho               |                                        |
| 13. | - Ordem do Trabalho com Bandeira Vermelha (Antes de 1961: Ordem do Trabalho, 1ª classe)                                                                 |                                 | 1 de maio de 1945               | 12                              | 11                              | 14                              | 15                              | 7,096                                  |
| 13. | - Ordem do Trabalho com Coroa de Ouro (Antes de 1961: Ordem do Trabalho, 2ª classe)                                                                     |                                 | 1 de maio de 1945               | 14                              | 19                              | 23                              | 25                              | 36,000                                 |
| 13. | - Ordem do Trabalho com Coroa de Prata (Antes de 1961: Ordem do Trabalho, 3ª classe)                                                                    |                                 | 1 de maio de 1945               | 15                              | 28                              | 32                              | 33                              | 182,910                                |
| 14. | Ordem do Mérito Militar | Ordem do Mérito Militar         | Ordem do Mérito Militar         | Ordem do Mérito Militar         | Ordem do Mérito Militar         | Ordem do Mérito Militar         | Ordem do Mérito Militar         |                                        |
| 14. | - Ordem do Mérito Militar com Grande Estrela (Antes de 1961: Ordem do Mérito Militar, 1ª classe)                                                        |                                 | 29 de dezembro de 1951          | -                               | 14                              | 15                              | 16                              | 2,609                                  |
| 14. | - Ordem do Mérito Militar com Espadas Douradas (Antes de 1961: Ordem do Mérito Militar, 2ª classe)                                                      |                                 | 29 de dezembro de 1951          | -                               | 22                              | 24                              | 26                              | 24,141                                 |
| 14. | - Ordem do Mérito Militar com Espadas de Prata (Antes de 1961: Ordem do Mérito Militar, 3ª classe)                                                      |                                 | 29 de dezembro de 1951          | -                               | 31                              | 34                              | 34                              | 94,684                                 |
| 15. | Ordem da Bravura |                                 | 15 de agosto de 1943            | 11                              | 23                              | 25                              | 23                              | mais de 120.000                        |

## Medalhas
| Classificação | Medalha                          | Barreta | Estabelecimento        | Número concedido (até o final de 1985) |
| ------------- | -------------------------------- | ------- | ---------------------- | -------------------------------------- |
| 1             | Medalha de Bravura               |         | 15 de agosto de 1943   | 205,590                                |
| 2             | Medalha de Mérito ao Povo        |         | 9 de junho de 1945     | 430,666                                |
| 3             | Medalha do Trabalho              |         | 1 de maio de 1945      | 133,233                                |
| 4             | Medalha de Mérito Militar        |         | 29 de dezembro de 1951 | 87,699                                 |
| 5             | Medalha pelas Virtudes Militares |         | 29 de dezembro de 1951 | 115,589                                |
| 6             | Medalha de Mérito                |         | 14 de novembro de 1955 | 845                                    |

### Medalha comemorativa
| Medalha comemorativa                       | Barreta | Estabelecimento        | Concessões |
| ------------------------------------------ | ------- | ---------------------- | ---------- |
| Medalha Comemorativa dos Partisans de 1941 |         | 14 de setembro de 1944 | 27,629     |

Instituído em 14 de setembro de 1944 para conceder àqueles ativamente envolvidos em unidades partisans ou políticas entre 1941 e o final da Segunda Guerra Mundial. A princípio, a Medalha Comemorativa dos Partisans de 1941 foi considerada a mais baixa entre as ordens, mas depois perdeu esse status ao ser considerada fora do referido grupo e listada abaixo das medalhas.

### Outras medalhas
| Medalha | Barreta | Estabelecimento | Concessões |
| --- | ------- | --------------- | ---------- |
| Medalha “Morte ao fascismo, liberdade ao povo”                                                                                 |         | 1965            | 7,960      |
| Medalha "10 Anos do Exército Iugoslavo"                                                                                        |         | 1951            |            |
| Medalha "20 Anos do Exército Popular Iugoslavo"                                                                                |         | 1961            |            |
| Medalha "30 Anos do Exército Popular Iugoslavo"                                                                                |         | 1971            |            |
| Medalha "30 Anos de Vitória sobre o Fascismo"                                                                                  |         | 1975            |            |
| Medalha "40 Anos do Exército Popular Iugoslavo"                                                                                |         | 1981            |            |
| Medalha "50 Anos do Exército Popular Iugoslavo"                                                                                |         | 1991            |            |
| Medalha de Atirador Distinto                                                                                                   |         | 1953            |            |
| Medalha para os participantes da Visita do Presidente Tito à Índia e à Birmânia de 1954–1955                                   |         | 1955            | 1,200      |
| Medalhas da Associação de Combatentes Iugoslavos nas Brigadas Internacionais da Espanha (duas medalhas concedidas em conjunto) |         | 1956            | 250 cada   |

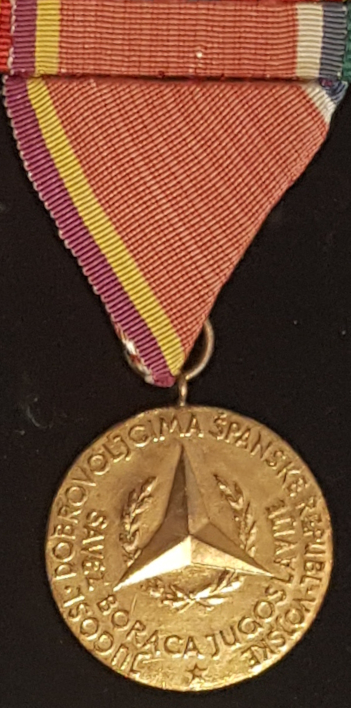
Medalha dos Combatentes Iugoslavos nas Brigadas Internacionais da Espanha, 1956.
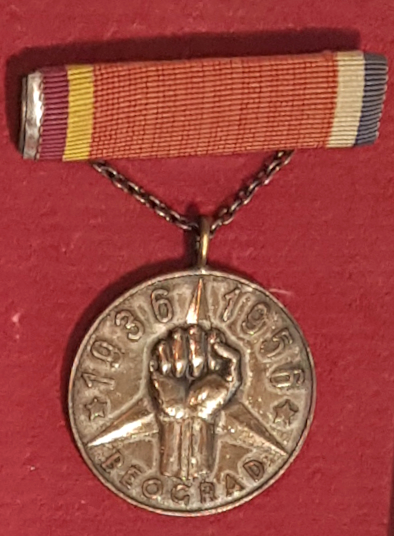
Medalha dos Combatentes Iugoslavos nas Brigadas Internacionais da Espanha, 1956.